# Marta, Viterbo
Marta är en ort och kommun i provinsen Viterbo i regionen Lazio i Italien. Kommunen hade 3 395 invånare (2018).